# Banderilla (tapa)

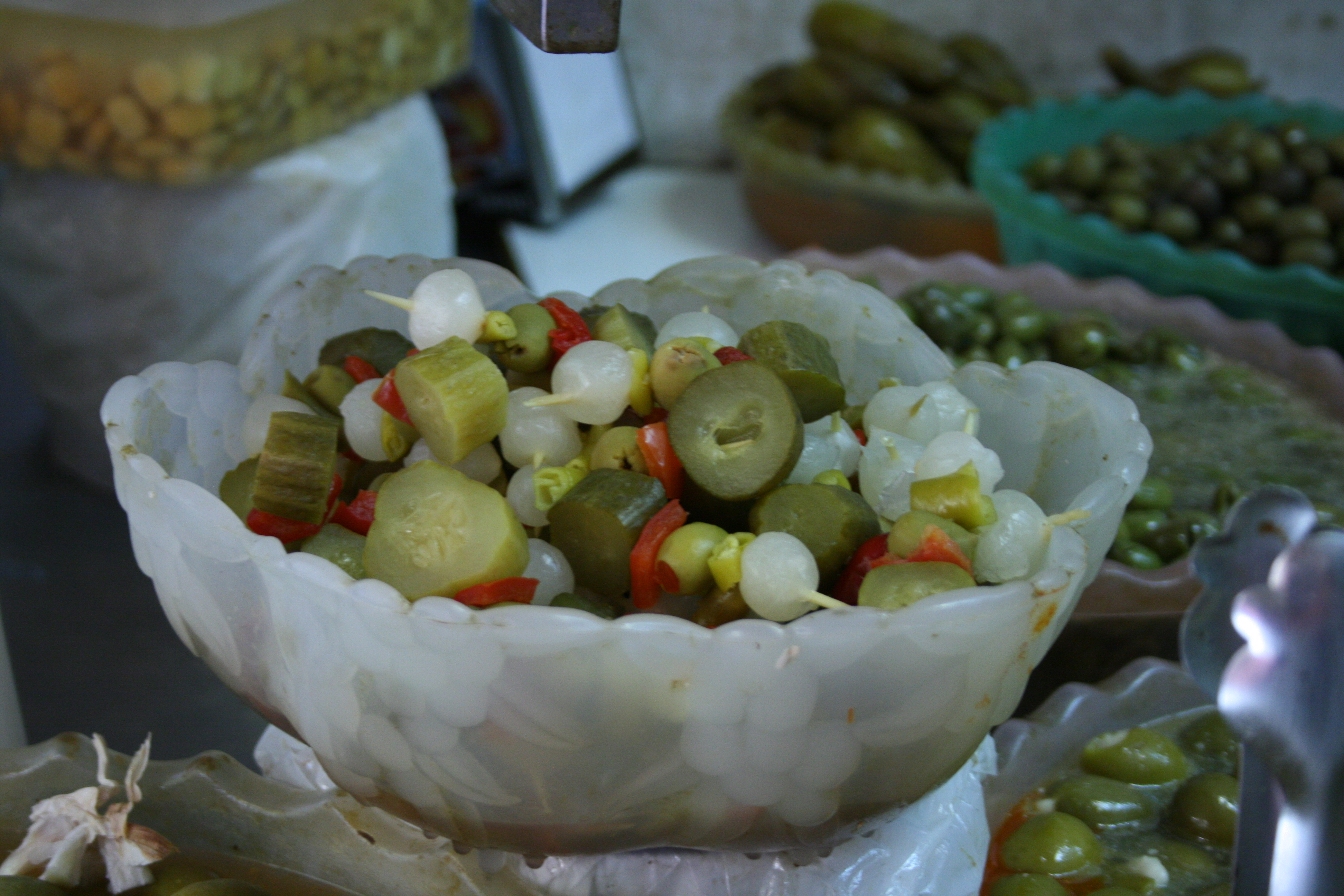
Cuenco con diversas "banderillas".

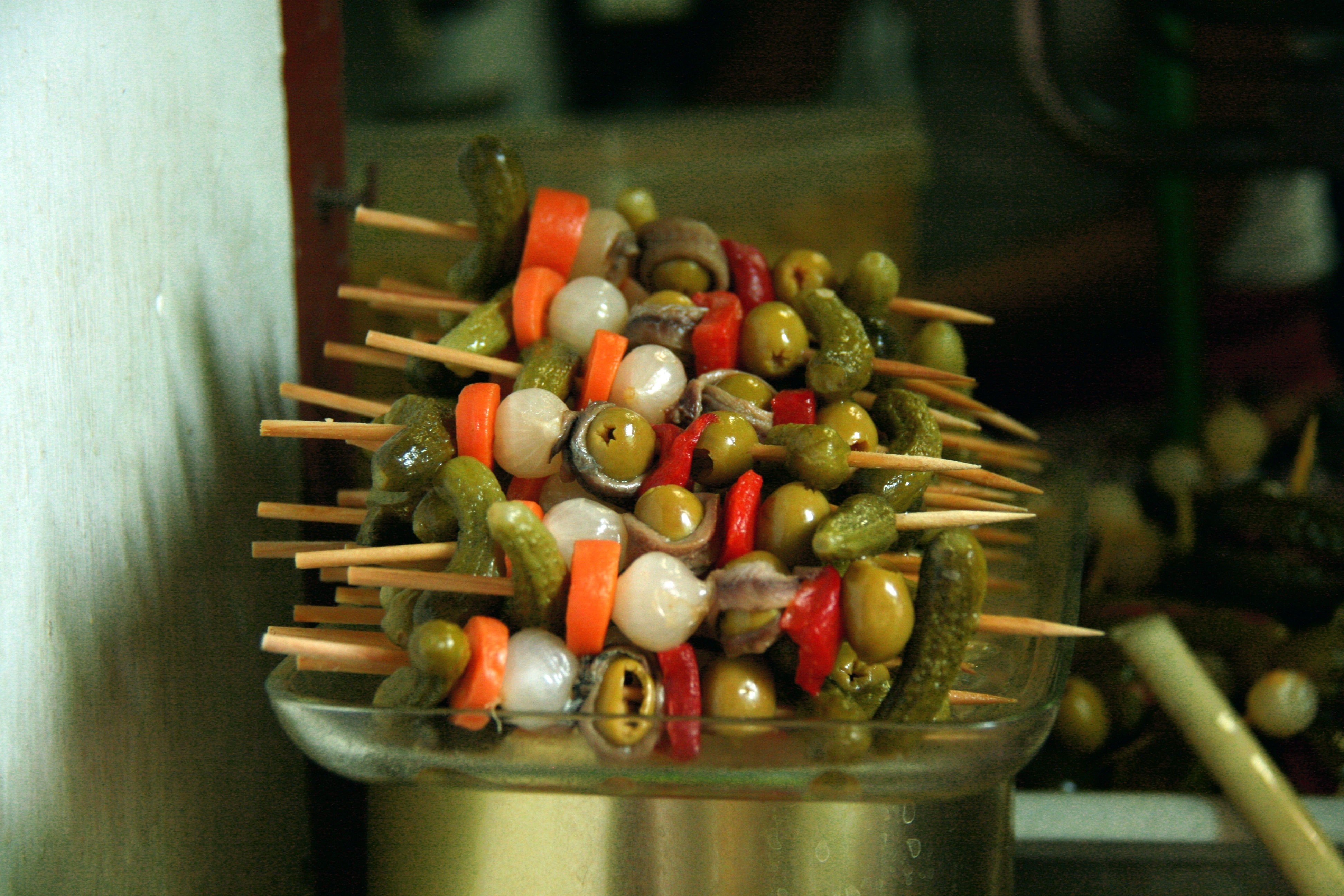
Banderillas en Madrid.

Las banderillas son una tapa servida en algunos bares españoles que consiste en unos encurtidos, pepinillos, aceitunas, cebollitas y una guindilla, etc, insertados en un palillo largo de unos 10 cm en brocheta como si de una banderilla de torero se tratase. La característica de la banderilla es su mezcla en el sabor ácido del encogidos y el ligeramente picante de la guindilla.

## Características
Se pueden elaborar con los ingredientes encurtidos por separado, que se insertan en el palillo a modo de brocheta. Existen versiones comercializadas en envases ya completamente preparadas. Suelen contener encurtidos y conservas como son los pimientos en conserva, los pepinillos y aceitunas. 
Se trata de una preparación habitual en tabernas, bares y celebraciones populares que se toma en una ración de dos banderillas por comensal, generalmente servidas en un plato, y se suelen tomar acompañadas de cerveza. Tomar esta tapa acompañada de vino, afecta el sabor debido al vinagre de los encurtidos.